# Catagramma amazona
Catagramma amazona är en fjärilsart som beskrevs av Bates 1864. Catagramma amazona ingår i släktet Catagramma och familjen praktfjärilar. Inga underarter finns listade i Catalogue of Life.